# Uncinocythere cassiensis
Uncinocythere cassiensis är en kräftdjursart som beskrevs av C. W. Hart 1965. Uncinocythere cassiensis ingår i släktet Uncinocythere och familjen Entocytheridae. Inga underarter finns listade i Catalogue of Life.